# Cypriotisch voetbalkampioenschap 2008/09
In 2008/09 werd het 71e Cypriotische voetbalkampioenschap gespeeld. APOEL FC won de competitie voor 20e keer.

## Stadions
| Club                   | Stadion                     |
| ---------------------- | --------------------------- |
| AEK Larnaca            | GSZ Stadium                 |
| AEL Limassol           | Tsirion Stadium             |
| Paphos FC              | Pafiako Stadium             |
| Alki Larnaca           | Ammochostosstadion          |
| Anorthosis Famagusta   | Antonis Papadopoulosstadion |
| APEP Pitsilia          | Tsirion Stadium             |
| APOEL                  | GSP Stadium                 |
| Apollon Limassol       | Tsirion Stadium             |
| APOP Kinyras Peyias FC | Peyia Municipal Stadium     |
| Atromitos Yeroskipou   | Pafiako Stadium             |
| Doxa Katokopia         | Makariostadion              |
| Ethnikos Achna         | Dasaki Stadium              |
| ENP                    | Paralimni Stadium           |
| Omonia                 | GSP Stadium                 |

## Trainerswijzigingen
| Club       | Trainer                | Wijze van vertrek      | Datum vacant     | vervanger                       | Datum vervanger   |
| ---------- | ---------------------- | ---------------------- | ---------------- | ------------------------------- | ----------------- |
| AC Omonia  | Giorgos Savvidis       | Ontslag genomen        | 4 maart 2008     | Nedim Tutić                     | 4 maart 2008      |
| Apollon    | Yossi Mizrahi          | Wederzijdse instemming | 11 Mei 2008      | Svetozar Šapurić                | 23 Mei 2008       |
| Ethnikos   | Svetozar Šapurić       | Wederzijdse instemming | 23 Mei 2008      | Stéphane Demol                  | 24 Mei 2008       |
| Apollon    | Svetozar Šapurić       | ontslagen              | 9 September 2008 | Thomas von Heesen               | 15 September 2008 |
| AEK        | Nir Klinger            | ontslagen              | 27 Oktober 2008  | Makis Katsavakis                | 28 Oktober 2008   |
| AEP        | Savvas Constantinou    | Ontslag genomen        | 3 November 2008  | Nir Klinger                     | 5 November 2008   |
| APOP       | Eduard Eranosyan       | ontslagen              | 27 November 2008 | Giorgos Polyviou                | 27 November 2008  |
| AEK        | Makis Katsavakis       | Ontslag genomen        | 2 December 2008  | Loizos Stefani                  | 2 December 2008   |
| Enosis     | Marios Constantinou    | Ontslag genomen        | 7 December 2008  | Panayiotis Xiourouppas          | 8 December 2008   |
| Alki       | Christos Kassianos     | Ontslag genomen        | 17 December 2008 | Panayiotis Xiourouppas          | 7 Januari 2009    |
| AEK        | Loizos Stefani         | Wederzijdse instemming | 18 December 2008 | Christos Kassianos              | 18 December 2008  |
| Enosis     | Panayiotis Xiourouppas | Wederzijdse instemming | 29 December 2008 | Eduard Eranosyan                | 30 December 2008  |
| AEK        | Christos Kassianos     | Ontslag genomen        | 15 Januari 2009  | Savvas Constantinou             | 15 Januari 2009   |
| AEL        | Andreas Michaelides    | Wederzijdse instemming | 26 Januari 2009  | Mihai Stoichiţă                 | 27 Januari 2009   |
| Enosis     | Eduard Eranosyan       | Ontslag genomen        | 28 Januari 2009  | Adamos Adamou & Antonis Kleftis | 29 Januari 2009   |
| Omonia     | Nedim Tutić            | ontslagen              | 16 Maart 2009    | Takis Lemonis                   | 17 Maart 2009     |
| APEP       | Tasos Kyriacou         | ontslagen              | 5 April 2009     | Willy Scheepers                 | 5 April 2009      |
| Anorthosis | Temoeri Ketsbaia       | Ontslag genomen        | 13 April 2009    | Michalis Pamboris               | 13 April 2009     |

## Eerste ronde

### tabel
| Pos | Team                  | Wed | W  | G  | V  | Ptn | DV | DT | +/− | Kwalificatie of degradatie           |
| --- | --------------------- | --- | -- | -- | -- | --- | -- | -- | --- | ------------------------------------ |
| 1   | APOEL                 | 26  | 22 | 3  | 1  | 69  | 53 | 14 | +39 | Gekwalificeerd naar Groep A.         |
| 2   | Omonia Nicosia        | 26  | 21 | 1  | 4  | 64  | 61 | 18 | +43 | Gekwalificeerd naar Groep A.         |
| 3   | Anorthosis Famagusta  | 26  | 20 | 2  | 4  | 62  | 49 | 19 | +30 | Gekwalificeerd naar Groep A.         |
| 4   | AEL Limassol          | 26  | 13 | 4  | 9  | 43  | 34 | 30 | +4  | Gekwalificeerd naar Groep A.         |
| 5   | Apollon Limassol      | 26  | 13 | 4  | 9  | 43  | 53 | 34 | +19 | Gekwalificeerd naar Groep B.         |
| 6   | APOP Kinyras          | 26  | 12 | 4  | 10 | 40  | 35 | 35 | 0   | Gekwalificeerd naar Groep B.         |
| 7   | Ethnikos Achna        | 26  | 11 | 7  | 8  | 40  | 34 | 32 | +2  | Gekwalificeerd naar Groep B.         |
| 8   | Doxa Katokopia        | 26  | 8  | 7  | 11 | 31  | 37 | 39 | −2  | Gekwalificeerd naar Groep B.         |
| 9   | AEP Paphos            | 26  | 5  | 12 | 9  | 27  | 30 | 38 | −8  | Gekwalificeerd naar Groep C.         |
| 10  | Enosis Neon Paralimni | 26  | 6  | 7  | 13 | 25  | 23 | 43 | −20 | Gekwalificeerd naar Groep C.         |
| 11  | APEP Pitsilia         | 26  | 5  | 8  | 13 | 23  | 28 | 44 | −16 | Gekwalificeerd naar Groep C.         |
| 12  | Alki Larnaca          | 26  | 4  | 7  | 15 | 19  | 27 | 50 | −23 | Gekwalificeerd naar Groep C.         |
| 13  | AEK Larnaca (R)       | 26  | 3  | 6  | 17 | 15  | 27 | 45 | −18 | Degradatie naar B' Kategoria 2009/10 |
| 14  | Atromitos (R)         | 26  | 1  | 4  | 21 | 7   | 19 | 69 | −50 | Degradatie naar B' Kategoria 2009/10 |

## Resultaten
| Thuis \ Uit           | AEK | AEL | AEP | ALK | ANO | APEP | APOE | APOL | APOP | ATR | DOX | ENP | ETH | OMO |
| --------------------- | --- | --- | --- | --- | --- | ---- | ---- | ---- | ---- | --- | --- | --- | --- | --- |
| AEK Larnaca           |     | 2–0 | 1–1 | 1–1 | 1–3 | 0–2  | 0–1  | 1–5  | 1–2  | 4–0 | 2–2 | 2–2 | 1–1 | 2–5 |
| AEL Limassol          | 1–0 |     | 2–1 | 2–2 | 0–2 | 0–0  | 0–1  | 1–0  | 1–1  | 2–1 | 2–1 | 1–1 | 2–0 | 0–2 |
| AEP Paphos            | 0–3 | 0–1 |     | 5–2 | 2–2 | 1–1  | 2–2  | 1–2  | 2–2  | 1–0 | 2–1 | 0–2 | 0–0 | 2–3 |
| Alki Larnaca          | 1–0 | 1–2 | 2–2 |     | 0–2 | 3–1  | 1–0  | 0–3  | 1–3  | 2–2 | 1–2 | 2–1 | 0–1 | 0–1 |
| Anorthosis Famagusta  | 1–0 | 2–1 | 0–0 | 2–1 |     | 3–0  | 1–2  | 2–1  | 2–0  | 3–0 | 2–0 | 1–0 | 2–1 | 1–2 |
| APEP Pitsilia         | 1–0 | 0–1 | 0–1 | 2–1 | 1–2 |      | 1–1  | 1–2  | 0–1  | 2–1 | 3–3 | 0–0 | 2–2 | 1–3 |
| APOEL                 | 2–0 | 4–0 | 4–1 | 3–1 | 1–0 | 4–0  |      | 4–1  | 1–0  | 4–0 | 3–2 | 1–0 | 3–0 | 3–2 |
| Apollon Limassol      | 1–0 | 1–3 | 4–1 | 7–1 | 1–2 | 1–1  | 0–1  |      | 3–1  | 2–1 | 0–2 | 4–0 | 2–1 | 0–2 |
| APOP Kinyras          | 2–0 | 1–3 | 0–0 | 1–0 | 0–3 | 1–0  | 1–2  | 1–1  |      | 3–1 | 2–1 | 1–3 | 1–2 | 2–0 |
| Atromitos             | 1–0 | 0–3 | 2–2 | 1–1 | 1–6 | 1–5  | 0–1  | 3–6  | 0–2  |     | 1–5 | 1–1 | 0–1 | 0–5 |
| Doxa Katokopia        | 2–2 | 3–2 | 1–0 | 1–1 | 0–1 | 3–2  | 0–2  | 2–2  | 2–0  | 2–1 |     | 0–1 | 0–0 | 1–2 |
| Enosis Neon Paralimni | 2–1 | 0–3 | 0–0 | 1–1 | 0–3 | 4–0  | 0–1  | 0–3  | 1–2  | 1–0 | 1–1 |     | 0–4 | 0–2 |
| Ethnikos Achna        | 2–1 | 3–1 | 1–3 | 2–1 | 0–1 | 2–2  | 1–1  | 1–1  | 1–4  | 2–1 | 2–0 | 2–1 |     | 2–1 |
| Omonia Nicosia        | 4–1 | 1–0 | 0–0 | 2–0 | 4–0 | 3–0  | 0–1  | 1–0  | 4–1  | 2–0 | 2–0 | 7–1 | 1–0 |     |

1. ↑  De wedstrijd van ronde 8 werd toegekend aan AEK met een score van 2-0 na te zijn verlaten als gevolg van geweld van de menigte.
2. ↑  De wedstrijd van ronde 12 werd toegekend aan Doxa met een score van 2-0 na te zijn verlaten als gevolg van geweld van de menigte.
3. ↑  De wedstrijd van ronde 3 werd toegekend aan Omonia met een score van 2-0 na te zijn verlaten als gevolg van geweld van de menigte.
4. ↑  De wedstrijd van ronde 1 werd toegekend aan APOP met een score van 2-0 na te zijn verlaten als gevolg van geweld van de menigte.

## Tweede Ronde
Een eerste 12 teams is in 3 groepsfase gezet. Punten is overgenomen van eerste ronde.

### Groep A

#### Tabel
| Pos | Team                 | Wed | W  | G | V  | Ptn | DV | DT | +/− | Kwalificatie                                                       |
| --- | -------------------- | --- | -- | - | -- | --- | -- | -- | --- | ------------------------------------------------------------------ |
| 1   | APOEL (C)            | 32  | 26 | 4 | 2  | 82  | 62 | 17 | +45 | Gekwalificeerd voor Tweede voorronde UEFA Champions League 2009/10 |
| 2   | Omonia Nicosia       | 32  | 25 | 1 | 6  | 76  | 70 | 22 | +48 | Gekwalificeerd voor Tweede voorronde UEFA Europa League 2009/10    |
| 3   | Anorthosis Famagusta | 32  | 21 | 4 | 7  | 67  | 52 | 26 | +26 | Gekwalificeerd voor Eerste voorronde UEFA Europa League 2009/10    |
| 4   | AEL Limassol         | 32  | 13 | 5 | 14 | 44  | 38 | 41 | −3  |                                                                    |

#### Resultaten
| Thuis \ Uit          | AEL | ANO | APOE | OMO  |
| -------------------- | --- | --- | ---- | ---- |
| AEL Limassol         |     | 1–1 | 0–1  | 2–3  |
| Anorthosis Famagusta | 1–0 |     | 1–1  | 0–2  |
| APOEL                | 3–1 | 2–0 |      | SUSP |
| Omonia Nicosia       | 2–0 | 1–0 | 1–2  |      |

1. ↑  De wedstrijd van de laatste ronde tussen APOEL en Omonia werd na de eerste helft gestaakt vanwege gewelddadig gedrag van de fans van beide teams en hun onderlinge conflict.

### Groep B

#### Tabel
| Pos | Team             | Wed | W  | G | V  | Ptn | DV | DT | +/− | Kwalificatie                                                        |
| --- | ---------------- | --- | -- | - | -- | --- | -- | -- | --- | ------------------------------------------------------------------- |
| 5   | Apollon Limassol | 32  | 17 | 6 | 9  | 57  | 68 | 42 | +26 |                                                                     |
| 6   | Ethnikos Achna   | 32  | 13 | 8 | 11 | 47  | 47 | 45 | +2  |                                                                     |
| 7   | APOP Kinyras     | 32  | 13 | 6 | 13 | 39  | 45 | 49 | −4  | Gekwalificeerd voor 3e kwalificatieronde UEFA Europa League 2009/10 |
| 8   | Doxa Katokopia   | 32  | 10 | 8 | 14 | 38  | 46 | 51 | −5  |                                                                     |

1. ↑  APOP kreeg 6 punten vermindering vanwege onbetaalde schulden.
2. ↑  APOP won de Cypriotische voetbalbeker 2008/09 en plaatste zich voor de 3e kwalificatieronde UEFA Europa League 2009/10

#### Resultaten
| Thuis \ Uit      | APOL | APOP | DOX | ETH |
| ---------------- | ---- | ---- | --- | --- |
| Apollon Limassol |      | 3–2  | 3–1 | 2–0 |
| APOP Kinyras     | 2–2  |      | 1–0 | 1–4 |
| Doxa Katokopia   | 1–1  | 3–2  |     | 2–5 |
| Ethnikos Achna   | 2–4  | 2–2  | 0–2 |     |

### Groep C

#### Tabel
| Pos | Team                  | Wed | W | G  | V  | Ptn | DV | DT | +/− | Kwalificatie of degradatie           |
| --- | --------------------- | --- | - | -- | -- | --- | -- | -- | --- | ------------------------------------ |
| 9   | AEP Paphos            | 32  | 7 | 15 | 10 | 36  | 39 | 44 | −5  |                                      |
| 10  | Enosis Neon Paralimni | 32  | 8 | 8  | 16 | 32  | 27 | 51 | −24 |                                      |
| 11  | APEP Pitsilia         | 32  | 7 | 10 | 15 | 31  | 33 | 51 | −18 |                                      |
| 12  | Alki Larnaca (R)      | 32  | 6 | 9  | 17 | 27  | 39 | 59 | −20 | Degradatie naar B' Kategoria 2009/10 |

#### Resultaten
| Thuis \ Uit           | AEP | ALK | APEP | ENP |
| --------------------- | --- | --- | ---- | --- |
| AEP Paphos            |     | 3–4 | 1–1  | 3–0 |
| Alki Larnaca          | 1–1 |     | 1–1  | 1–2 |
| APEP Pitsilia         | 0–1 | 0–4 |      | 2–0 |
| Enosis Neon Paralimni | 0–0 | 2–1 | 0–1  |     |

## Topscorers
| Rank | Spelers              | Club       | Doelpunten |
| ---- | -------------------- | ---------- | ---------- |
| 1    | Serjão               | Doxa       | 24         |
| 2    | Gastón Sangoy        | Apollon    | 22         |
| 3    | Ferydoon Zandi       | Alki       | 12         |
| 4    | Yiasoumis Yiasoumi   | Ethnikos   | 11         |
| 4    | Marcin Żewłakow      | APOEL      | 11         |
| 6    | Demetris Christofi   | Omonia     | 10         |
| 6    | Gelson               | APEP       | 10         |
| 6    | Łukasz Sosin         | Anorthosis | 10         |
| 6    | Bernardo Vasconcelos | APOP       | 10         |
| 10   | Haruna Babangida     | Apollon    | 9          |
| 10   | Fangio Buyse         | APOP       | 9          |
| 10   | Kyriacos Chailis     | AEP        | 9          |
| 10   | Ioannis Okkas        | Omonia     | 9          |

## Statistieken

### Doelpunten
- Eerste doelpunt van seizoen : Peter Ofori-Quaye voor AEL tegen Apollon, 2nd minuut (30 Augustus 2008)
- Snelste doelpunt in wedstrijd : 47 seconde – Demetris Christofi voor Omonia tegen Alki (29 December 2008)
- doelpunt gemaakt in laatste minuut : 90+3 minutes - Klodian Duro voor Omonia tegen APOP (14 December 2008) en Chrysis Michael voor APOEL tegen AEL (22 Maart 2009)
- Grootste overwinning in seizoen : Omonia 7–1 Enosis (22 December 2008) en Apollon 7–1 Alki (25 Januari 2009)
- Meeste doelpunten in 1 wedstrijd : 9 Doelpunten – Atromitos 3–6 Apollon (8 Februari 2009)
- Meeste doelpunten in eerste helft : 5 Doelpunten – APOEL 3–2 Doxa (31 Augustus 2008)
- Eerste eigen doelpunt van seizoen : Mahamadou Sidibè (Ethnikos) voor AEL, 50 minuten (2 November 2008)
- Eerste hattrick van seizoen : Ioannis Okkas (Omonia) tegen AEK (6 December 2008)
- Snelste hattrick van seizoen : 14 minutes – Klodian Duro (Omonia) tegen APOP (14 December 2008)

### Kaarten
- Eerste geel kaart van seizoen : Levan Maghradze voor Apollon tegen AEL, 11e minuut (30 Augustus 2008)
- Eerste rood kaart van seizoen : Levan Maghradze voor Apollon tegen AEL, 78e minuut (30 Augustus 2008)
- Meeste geel kaart in een wedstrijd : 9 – Apollon 1–3 AEL – 4 voor Apollon (Levan Maghradze (2), Christos Marangos & Gastón Sangoy) en 5 voor AEL (Panos Constantinou, Dušan Kerkez, Peter Ofori-Quaye, Laurent Fassotte & Silvio Augusto González) (30 Augustus 2008)
- Meeste rood kaart in een wedstrijd : 3 – AEP 2–3 Omonia – 2 voor AEP (Almir Tanjič & Jefisley André Caldeira) en 1 voor Omonia (Aleksandar Pantić)
- Kaart gegeven in laatste minuut : Aleksandar Pantić (rood) in 90+2'  voor Omonia tegen AEP (30 November 2008)

## Kampioen
| 2008/09                       |
| Cyprus                        |
| ----------------------------- |
| APOEL FC Kampioen (20° titel) |

1934/35 · 1935/36 · 1936/37 · 1937/38 · 1938/39 · 1939/40 · 1940/41 · 1941/42 · 1942/43 · 1943/44 ·  1944/45 · 1945/46 · 1946/47 · 1947/48 · 1948/49 · 1949/50 · 1950/51 · 1951/52 · 1952/53 · 1953/54 · 1954/55 · 1955/56 · 1956/57 · 1957/58 · 1958/59 ·  1959/60 · 1960/61 · 1961/62 · 1962/63 · 1963/64 · 1964/65 · 1965/66 · 1966/67 · 1967/68 · 1968/69 · 1969/70 · 1970/71 · 1971/72 · 1972/73 · 1973/74 · 1974/75 · 1975/76 · 1976/77 · 1977/78 · 1978/79 · 1979/80 · 1980/81 · 1981/82 · 1982/83 · 1983/84 · 1984/85 · 1985/86 · 1986/87 · 1987/88 · 1988/89 · 1989/90 · 1990/91 · 1991/92 · 1992/93 · 1993/94 · 1994/95 · 1995/96 · 1996/97 · 1997/98 · 1998/99 · 1999/00 · 2000/01 · 2001/02 · 2002/03 · 2003/04 · 2004/05 · 2005/06 · 2006/07 · 2007/08 · 2008/09 · 2009/10 · 2010/11 · 2011/12 · 2012/13 · 2013/14 · 2014/15 · 2015/16 · 2016/17 · 2017/18 · 2018/19 · 2019/20 · 2020/21 · 2021/22